# Єстиці
Єстиці (словац. Jestice, угор. Jeszte) — село, громада в окрузі Рімавска Собота, Банськобистрицький край, Словаччина. Кадастрова площа громади — 7,55 км². Населення — 150 осіб (за оцінкою на 31 грудня 2017 р.).
Перша згадка 1333 року.

## Населення
| Рік:            | 1994. | 2004.    | 2014.    | 2024.   |
| --------------- | ----- | -------- | -------- | ------- |
| Кількість осіб: | 199   | 174      | 155      | 151     |
| Різниця:        |       | -12,56 % | -10,91 % | -2,58 % |

| Рік:            | 2023. | 2024.   |
| --------------- | ----- | ------- |
| Кількість осіб: | 155   | 151     |
| Різниця:        |       | -2,58 % |

## Транспорт
Автошлях 2790 (Cesty III. triedy).